# António José de Almeida
António José de Almeida (IPA [ɐ̃'tɔniu ʒu'zɛ dɨ aɫ'mɐidɐ]; Vale da Vinha, Penacova, 18 de julio de 1866 - Lisboa, 31 de octubre de 1929) fue un político portugués, presidente de Portugal desde 1919 a 1923. Fundó las universidades de Lisboa y Oporto y fue uno de los tribunos más elocuentes del Partido Republicano Portugués.

## Biografía

### Educación
Estudió medicina en la Universidad de Coímbra, época en la que publicó en el diario estudiantil Ultimátum un artículo famoso titulado Bragança, o último que fue considerado irrespetuoso para con el rey Carlos. A pesar de ser defendido por Manuel de Arriaga, acabó condenado a tres meses de prisión.
Al terminar sus estudios en 1895 viajó a Angola y más tarde se estableció en Santo Tomé y Príncipe, donde ejerció la medicina hasta 1903, año en que volvió a Lisboa. Entró en la política activa al año siguiente.

## Trayectoria política
Tras la proclamación de la República fue el líder del ala moderada del partido, ejerciendo el cargo de ministro del Interior, y oponiéndose a Afonso Costa. Los moderados eligieron a Manuel de Arriaga como primer presidente electo, el 24 de agosto de 1911, derrotando el candidato del Partido Democrático, Afonso Costa. António José de Almeida fundó su propio partido, el Partido Republicano Evolucionista en 1919, que se quedó en segundo lugar en las elecciones parlamentarias del mismo año, después del Partido Democrático. 

### Presidencia
El 6 de agosto de 1919 Antonio José de Almeida fue elegido presidente de la República, el único de la Primera República que completó el cuatrienio. Se enfrentó a la gran inestabilidad política del régimen y estuvo a punto de dimitir.
También se le recuerda por su viaje a Brasil de 1922 durante el aniversario de los cien años de la independencia, donde sacó a relucir su notable oratoria.